# Veleposlaništvo Združenega kraljestva v Pjongjangu
Veleposlaništvo Združenega kraljestva v Pjongjangu je uradna diplomatsko predstavništvo Združenega kraljestva Velike Britanije in Severne Irske v Demokratični ljudski republiki Koreji, s sedežem v glavnem mestu Pjongjangu. Veleposlaništvo se nahaja v naselju Munsu-dong (okrožje Taedonggang), kjer je sedež večine veleposlaništev v Severni Koreji. Veleposlaništvo Združenega kraljestva deluje v skupnem poslopju z veleposlaništvom Nemčije, Švedske in predstavniške pisarne Francije.

## Zgodovina
Diplomatska misija Združenega kraljestva v Severni Koreji je bila odprta 12. decembra 2000, kar je pomenilo vzpostavitev odnosov med državama, ki jih prej ni bilo. Istočasno je Severna Koreja odprla svoje veleposlaništvo v Londonu. Do imenovanja prvega veleposlanika je dolžnosti opravljal pravnik James Hoare, kasneje pa še James Warren. Veleposlaništvo se je odprlo leta 2001, prvi veleposlanik David Slinn pa je dolžnosti prevzel naslednje leto. Veleposlaništvo se nahaja v nekdanjem veleposlaništvu Vzhodne Nemčije, v katerem danes poleg Nemške in britanske ambasade, gostujeta še Švedska in Francija. 

## Seznam veleposlanikov
| Ime                | Mandat  | Mandat | Britanski monarh | Vrhovni voditelj Severne Koreje |
| Ime                | Začetek | Konec  | Britanski monarh | Vrhovni voditelj Severne Koreje |
| ------------------ | ------- | ------ | ---------------- | ------------------------------- |
| David Slinn        | 2002    | 2006   | Elizabeta II.    | Kim Džong-il                    |
| John Everard       | 2006    | 2008   | Elizabeta II.    | Kim Džong-il                    |
| Peter Hughes       | 2008    | 2011   | Elizabeta II.    | Kim Džong-il                    |
| Karen Wolstenholme | 2011    | 2012   | Elizabeta II.    | Kim Džong-un                    |
| Michael Gifford    | 2012    | 2015   | Elizabeta II.    | Kim Džong-un                    |
| Alastair Morgan    | 2015    | 2018   | Elizabeta II.    | Kim Džong-un                    |
| Colin Crooks       | 2018    | danes  | Elizabeta II.    | Kim Džong-un                    |